# USS Cowie (DD-632)
Эскадренный миноносец «Коуви» (англ. USS Cowie (DD-632)) — американский эсминец типа Gleaves.
Заложен на верфи Boston Navy Yard, Бостон 18 марта 1941 года. Спущен 27 сентября 1941 года, вступил в строй 1 июня 1942 года.
C 30 мая 1945 года быстроходный тральщик DMS-39.
Выведен в резерв 27 апреля 1947 года.
С 15 июля 1955 года снова эсминец DD-632.
Из ВМС США исключён 1 декабря 1970 года.
Продан 22 февраля 1972 года тайваньской фирме «Tai Kien Industry Co., LTD.» в Тайбэй и разобран на слом.